# Australische Fußballnationalmannschaft (U-20-Männer)
Die australische U-20-Fußballnationalmannschaft ist eine Auswahlmannschaft australischer Fußballspieler. Sie unterliegt der Football Federation Australia und repräsentiert sie international auf U-20-Ebene, etwa in Freundschaftsspielen gegen die Auswahlmannschaften anderer nationaler Verbände oder bei U-20-Weltmeisterschaften und U-19-Asienmeisterschaften. Bevor der australische Verband 2006 in die AFC wechselte, nahm die Mannschaft an den U-20-Ozeanienmeisterschaften teil.
Das beste Ergebnis bei einer Weltmeisterschaft erreichte die Mannschaft 1991 in Portugal und 1993 im eigenen Land, als sie jeweils den vierten Platz erreichte.
Bei der Asienmeisterschaft wurde die Mannschaft 2010 Zweiter und erreichte 2008 sowie 2012 das Halbfinale.
Zuvor wurde sie zwölfmal Ozeanienmeister.

## Teilnahme an U-20-Weltmeisterschaften
| 1977 | nicht teilgenommen |
| 1979 | nicht teilgenommen |
| 1981 | Viertelfinale      |
| 1983 | Vorrunde           |
| 1985 | Vorrunde           |
| 1987 | Vorrunde           |
| 1989 | nicht qualifiziert |
| 1991 | 4. Platz           |
| 1993 | 4. Platz           |
| 1995 | Viertelfinale      |
| 1997 | Achtelfinale       |
| 1999 | Vorrunde           |
| 2001 | Achtelfinale       |
| 2003 | Achtelfinale       |
| 2005 | Vorrunde           |
| 2007 | nicht qualifiziert |
| 2009 | Vorrunde           |
| 2011 | Vorrunde           |
| 2013 | Vorrunde           |
| 2015 | nicht qualifiziert |
| 2017 | nicht qualifiziert |
| 2019 | nicht qualifiziert |
| 2023 | nicht qualifiziert |

## Teilnahme an U-20-Asienmeisterschaften
(bis 2006 Junioren-Asienmeisterschaft)
| 2006 | Viertelfinale |
| 2008 | Halbfinale    |
| 2010 | 2. Platz      |
| 2012 | Halbfinale    |
| 2014 | Vorrunde      |
| 2016 | Vorrunde      |
| 2018 | Viertelfinale |
| 2023 | Viertelfinale |
| 2025 | Sieger        |

## Teilnahme an U-20-Ozeanienmeisterschaften
| 1974   | nicht teilgenommen |
| 1978   | Sieger             |
| 1980   | 2. Platz           |
| 1982   | Sieger             |
| 1985   | Sieger             |
| 1986   | Sieger             |
| 1988   | Sieger             |
| 1990   | Sieger             |
| 1992   | nicht teilgenommen |
| 1994   | Sieger             |
| 1997   | Sieger             |
| 1998   | Sieger             |
| & 2001 | Sieger             |
| & 2002 | Sieger             |
| 2005   | Sieger             |